# Семейські
Семейскі (рос. семейские) — старообрядці, вислані урядом Російської імперії в Забайкалля в XVIII столітті під час розподілу Речі Посполитої. В ході Всеросійського перепису населення 2010 року віднесені до росіян. У 2010 році в Республіці Бурятія налічувалося 26 семейских.

## Розгром Вітки
Семейські були переселені в Забайкалля з Вітки, нині міста Гомельської області Білорусі, за часів розколу російської церкви знаходився на території Речі Посполитої біля західних кордонів Росії. Перший розгром Вітки стався в 1735 році — 40 000 чоловік були переселені в Східний Сибір і Забайкалля. Ці події отримали назву «Першого вигону». Катерина II з метою колонізації викликала старообрядців з Вітки і переселила їх в Забайкалля. Деякі з них пішли добровільно, оскільки їм були обіцяні всілякі пільги; частина ж виселена насильницьким шляхом. У 1765 році сталось друге виселення, а пізніше і третє. Остання партія старообрядців була доставлена в Забайкалля в 1795 році.

## Причини переселення
У середині XVIII століття погіршилися відносини Росії з Цінською імперією. У 1752 році з'явився проект організації постачання Камчатки і Охотська по річці Амур. 28 грудня 1753 Сенат створив «Секретну Нерчинську експедицію», яка повинна була підготувати сплав по Амуру. Каторжник, що втік з Нерчинських заводів, повідомив китайській владі, що росіяни готуються захопити Амур. Обстановка на кордоні різко загострилася. Селенгинський комендант Варфоломій Якобі в 1757 році склав проект організації захисту східних кордонів Росії. Планом було передбачено збільшення чисельності військ на кордоні до 35 тисяч чоловік. У 1764 році в Тобольську почали формувати два ландміліцейських полки з «польських виведенців», яких відправляли в Забайкалля до кордону з імперією Цін, а негідних для військової служби та старше 40 років — в Селенгинський і Нерчинський повіти для забезпечення полків продовольством.

## У Забайкаллі
Переселені старообрядці отримали від місцевих жителів назву семейських, з огляду на їхній прихід великими сім'ями з майном, на відміну від самотніх каторжників.
Для оселення за Байкалом «польських посельщиків» і влаштування їх побуту в Селенгинську було створено в 1766 році особливу установу «Контора хліборобства й поселення», на чолі якої був поставлений плац-майор Селенгинського гарнізону Налабордін. Вище керівництво справою облаштування переселенців лежало на Селенгинськом коменданті — генералі Якобі.
Семейські розселилися великими групами, утворивши села і селища Тарбагатай, Куйтун, Куналей, пізніше Нову Брянь та ін. на території сучасних Бичурського, Мухоршибірського, Тарбагатайського і частково Хоринського, Заіграєвського, Селенгинського, Кіжингинського районів Республіки Бурятія, а також Красночикойського району Забайкальського краю. Завдяки особливостям життя, пов'язаним з їх релігійним світоглядом, семейські не змішались з «православними» і зберегли свої відмінні риси, як моральні, так і фізичні. За своїм фізичним типом семейські — рослі і в більшості випадків красиві, що відрізняються міцним здоров'ям порівняно з навколишнім населенням.

## Господарська діяльність
Семейські принесли з собою високу сільськогосподарську культуру. Вони вирощували жито, пшеницю, ячмінь, гречку, овес, картоплю, овочі, коноплю. Тваринництво грало підсобну роль. У XIX столітті Верхньоудинський округ став найбільш розвиненим в Забайкаллі в землеробському відношенні (див. Верхньоудинський ярмарок).
У другій половині XIX століття, з початком видобутку золота в Забайкаллі, семейські почали працювати на золотих копальнях. Семейські вважалися найкращими робітниками копалень у Східному Сибіру. На початку 1880-х років в одному тільки Мухоршібірському повіті на копальневі роботи було найнято 780 осіб.

## Релігія

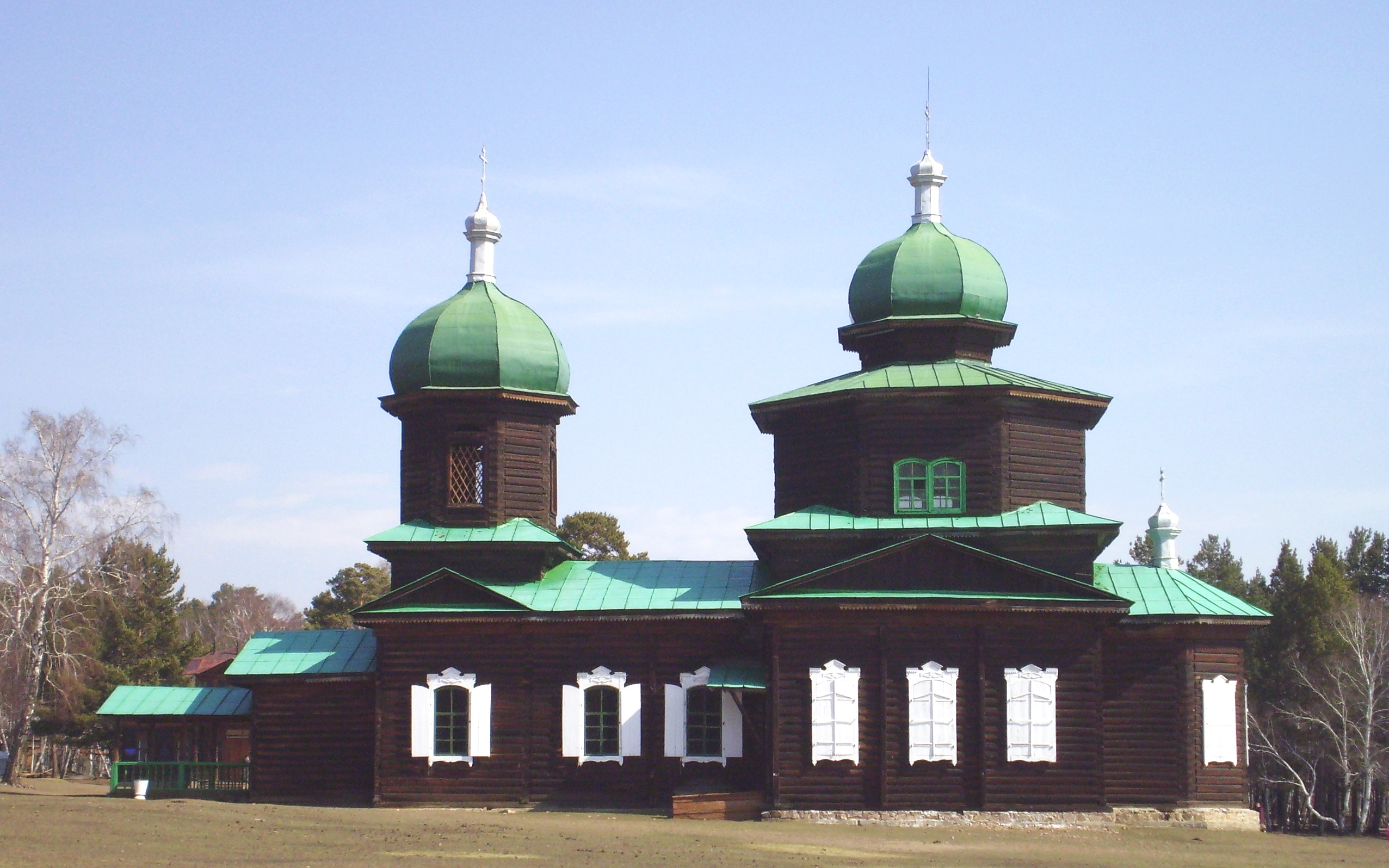
Микільська церква в Улан-Уде. Початок XX століття.
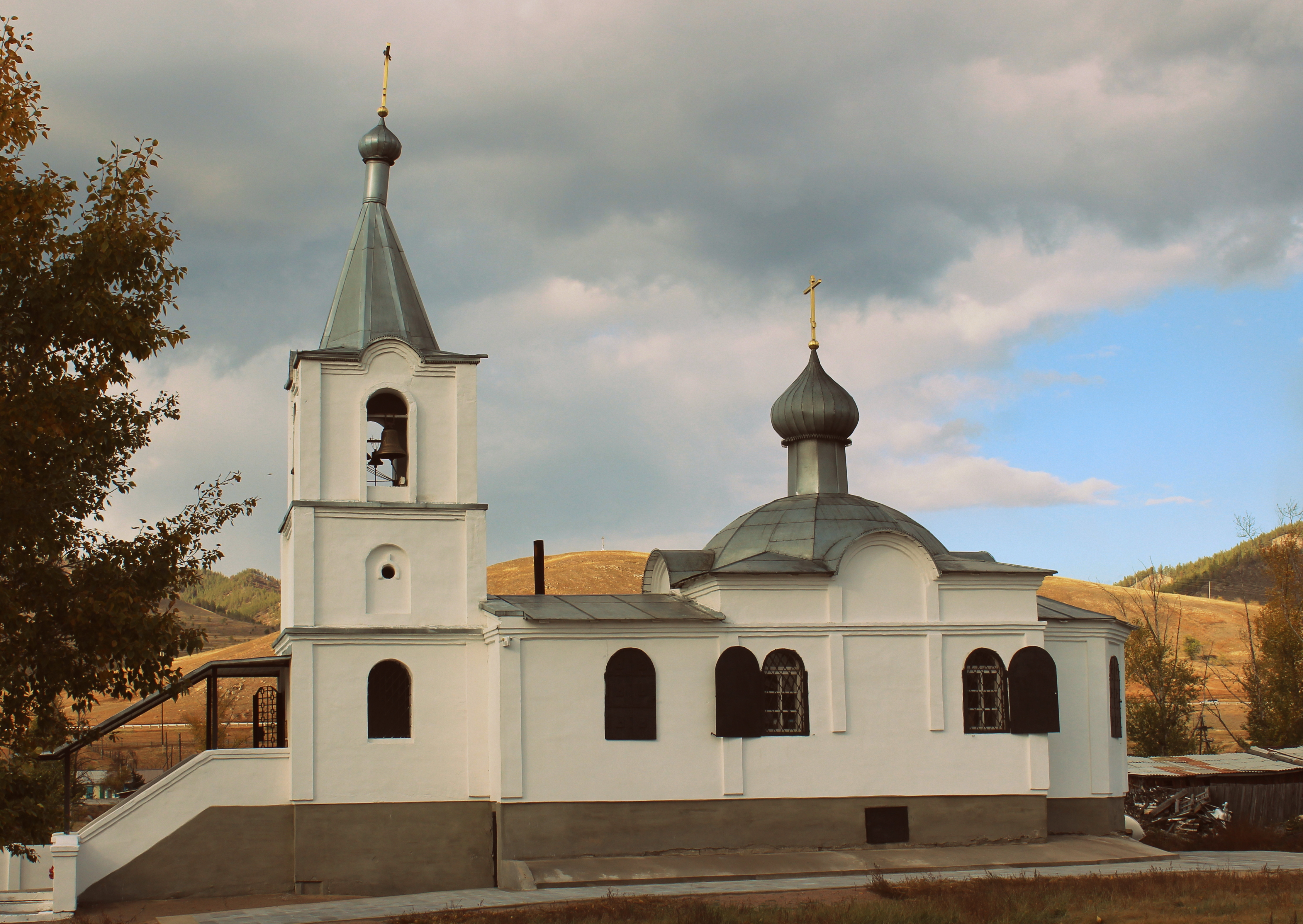
Церква Миколи Чудотворця в с. Тарбагатай (РДЦ)
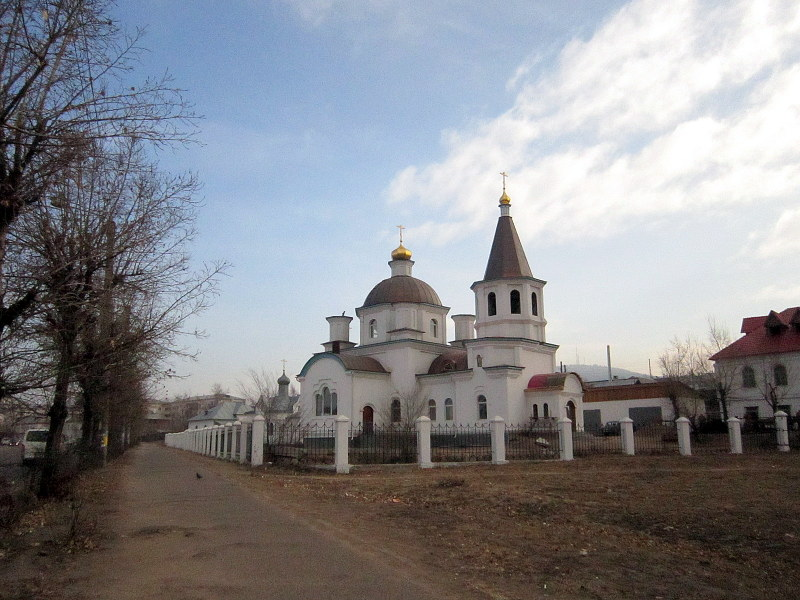
Храм Різдва Христового  в Улан-Уде (РДЦ)
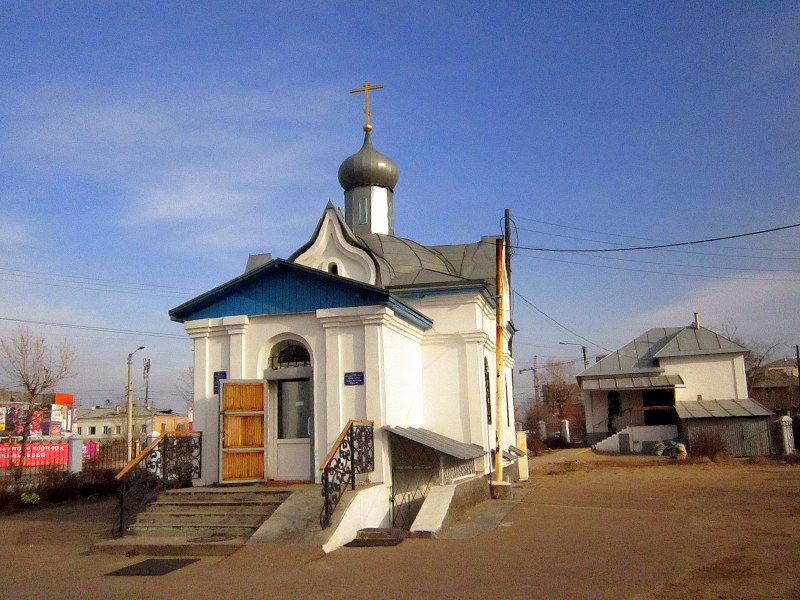
Каплиця Святої великомучениці Варвари  Улан-Уде (РДЦ)

Безпопівщина залишалася стійким релігійним напрямком семейських. Попівщина на початку була представлена у вигляді біглопопівства. Релігійні обряди і служби проводили уставщики. Небіжчиків ховали в трунах, видовбаних з домовин (обрізків стовбура сосни трохи більше 2 метрів).
Значна частина семейських в період колективізації була розкуркулена і вислана. У 1929 році були створені збройні формування. Центром опору стали села Бичура і Малета. На початку 1930-х сталося Малетинське селянське повстання, в якому брали участь до 600 чоловік.
У 1930-1940-ві роки в Забайкаллі було зруйновано понад 80 старообрядницьких храмів і каплиць.

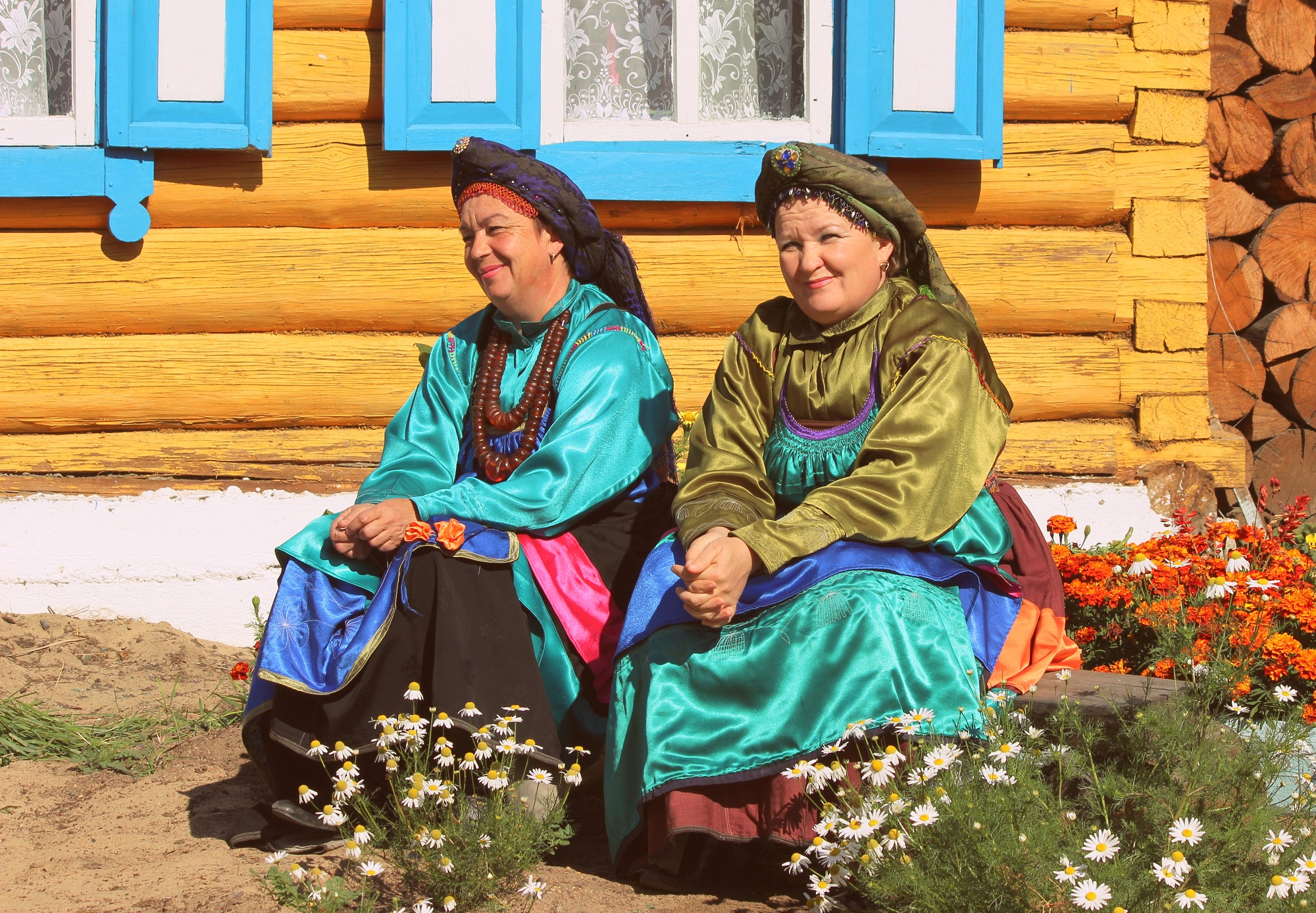
Мешканки села Тарбагатай в традиційних семейських костюмах

У 1960-ті роки пройшла ще одна хвиля закриття старообрядницьких церков і молитовних будинків. До початку 1970-х в Забайкаллі не залишилося жодної офіційно зареєстрованої старообрядницької громади. Діяла єдина старообрядницька церква в селі Новий Заган Мухоршібірського району Бурятії.

## Одяг
Одяг семейських (прямий сарафан в шість смуг, кибалка) — з елементами польського, білоруського та українського костюмів. Відмінні риси костюму: бісерні прикраси, дівочий кісник, налобна бісерна пов'язка, намисто, яскраві тканини. Багато деталей костюма були запозичені вже в Сибіру у старожилів і бурятів.

## Житло
Будинки семейських аналогічні тим, що знаходять при розкопках Москви, Новгорода, Пскова та інших древніх міст Русі. Відмінні риси — високий ґанок, округлі кути всередині приміщення, масивний сволок, стеля з круглих колод, колоті навпіл колоди на підлозі, багато прикрашені ворота і віконниці. Олійною фарбою фарбували вікна, двері, плінтуси, великими стилізованими квітами розписували стіни, стелю, перегородки.

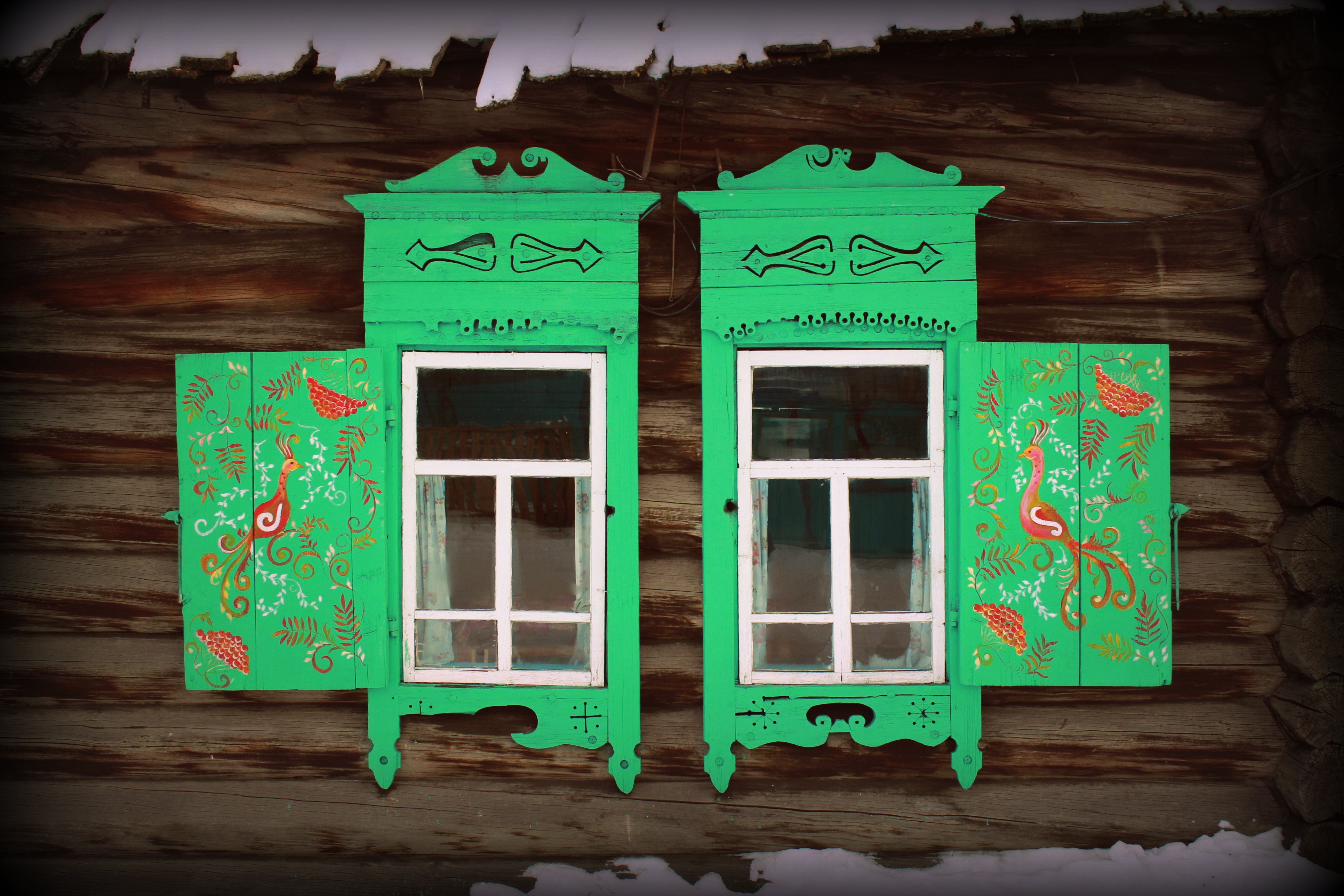
Столітній будинок семейських в Нової Бряні.
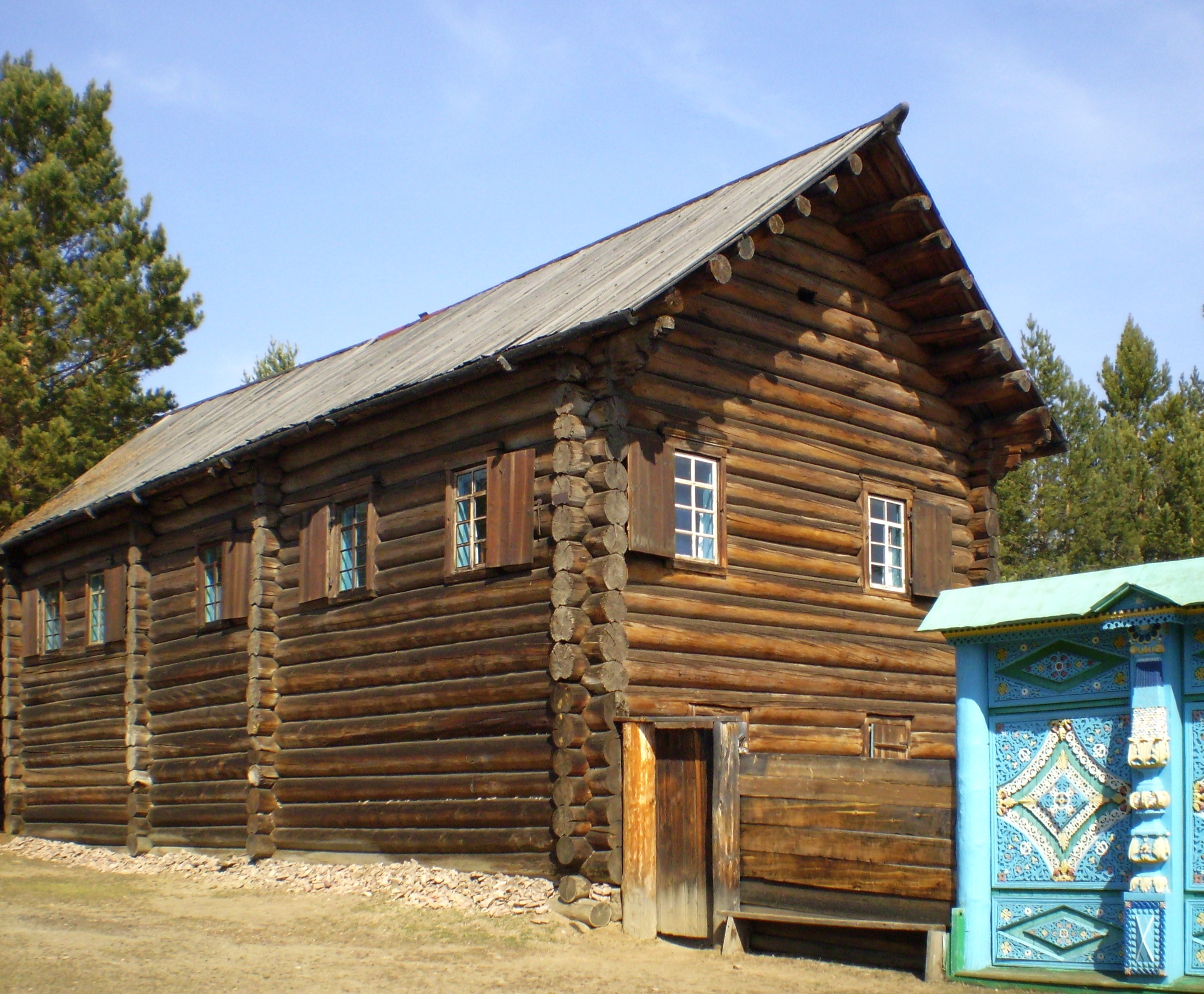
Будинок багатого старообрядця Борисова.
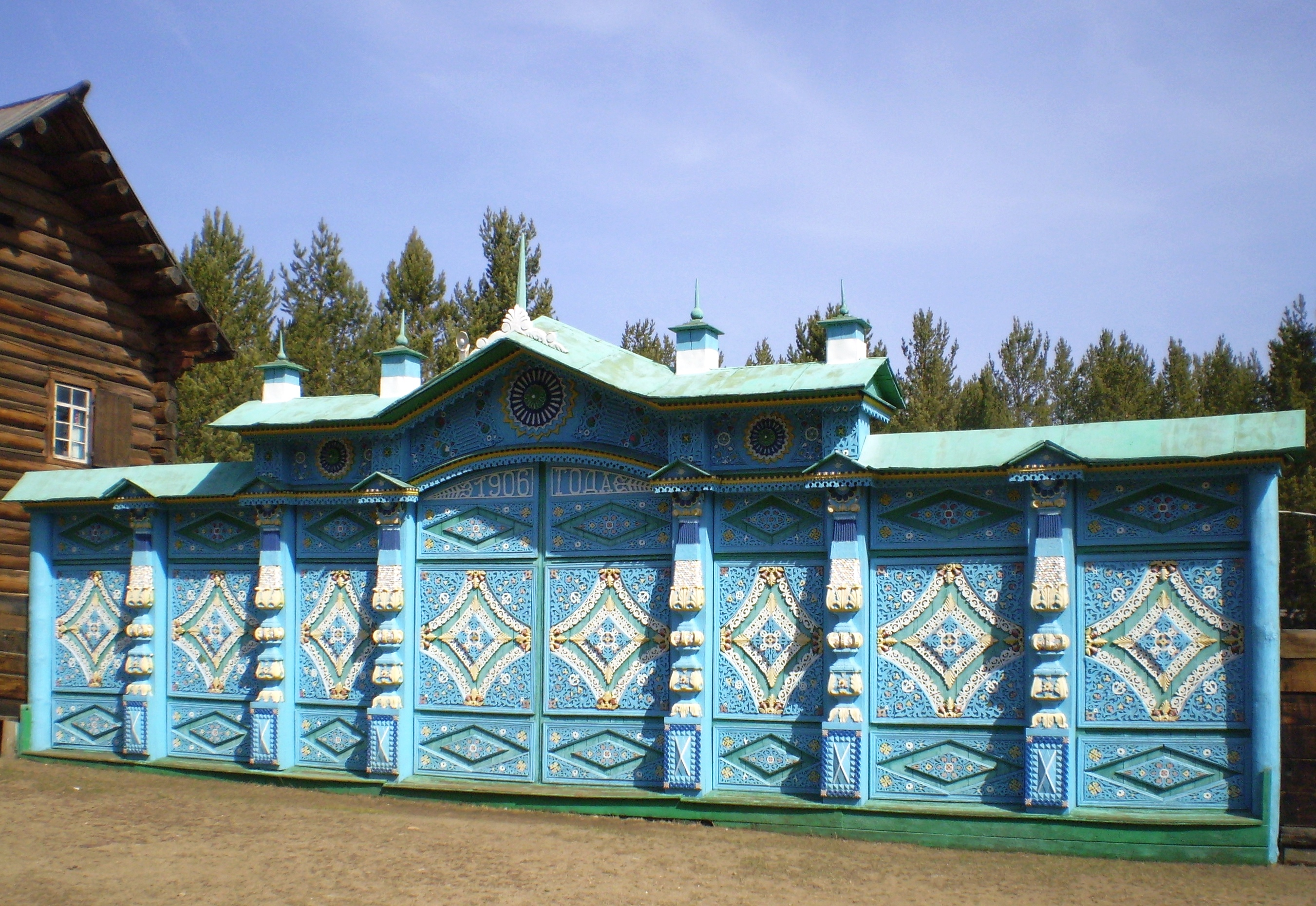
Багаті прикраси воріт вказували на багатство господаря будинку.
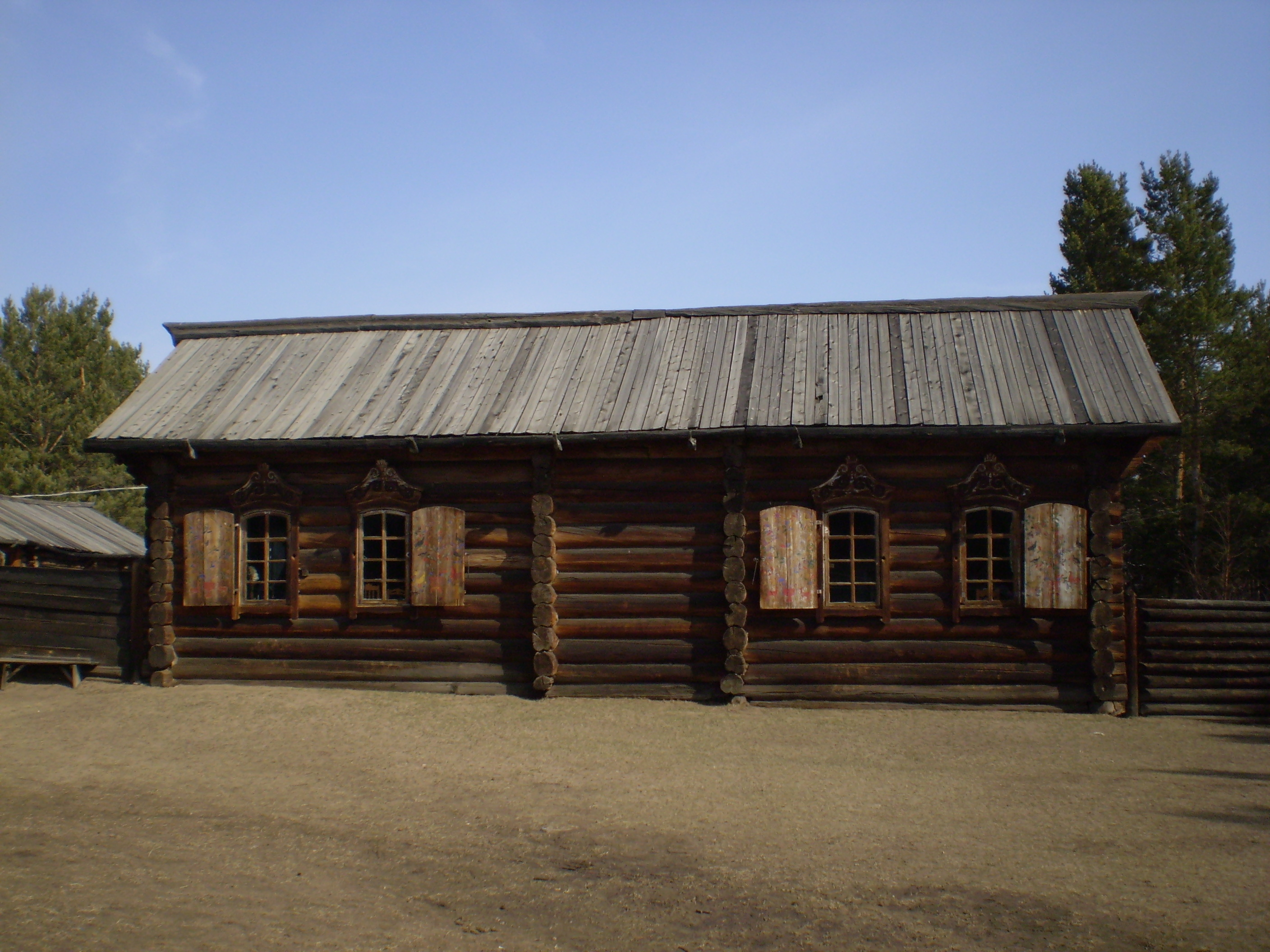
Дім Зайцева. Шестистінна рублена хата.
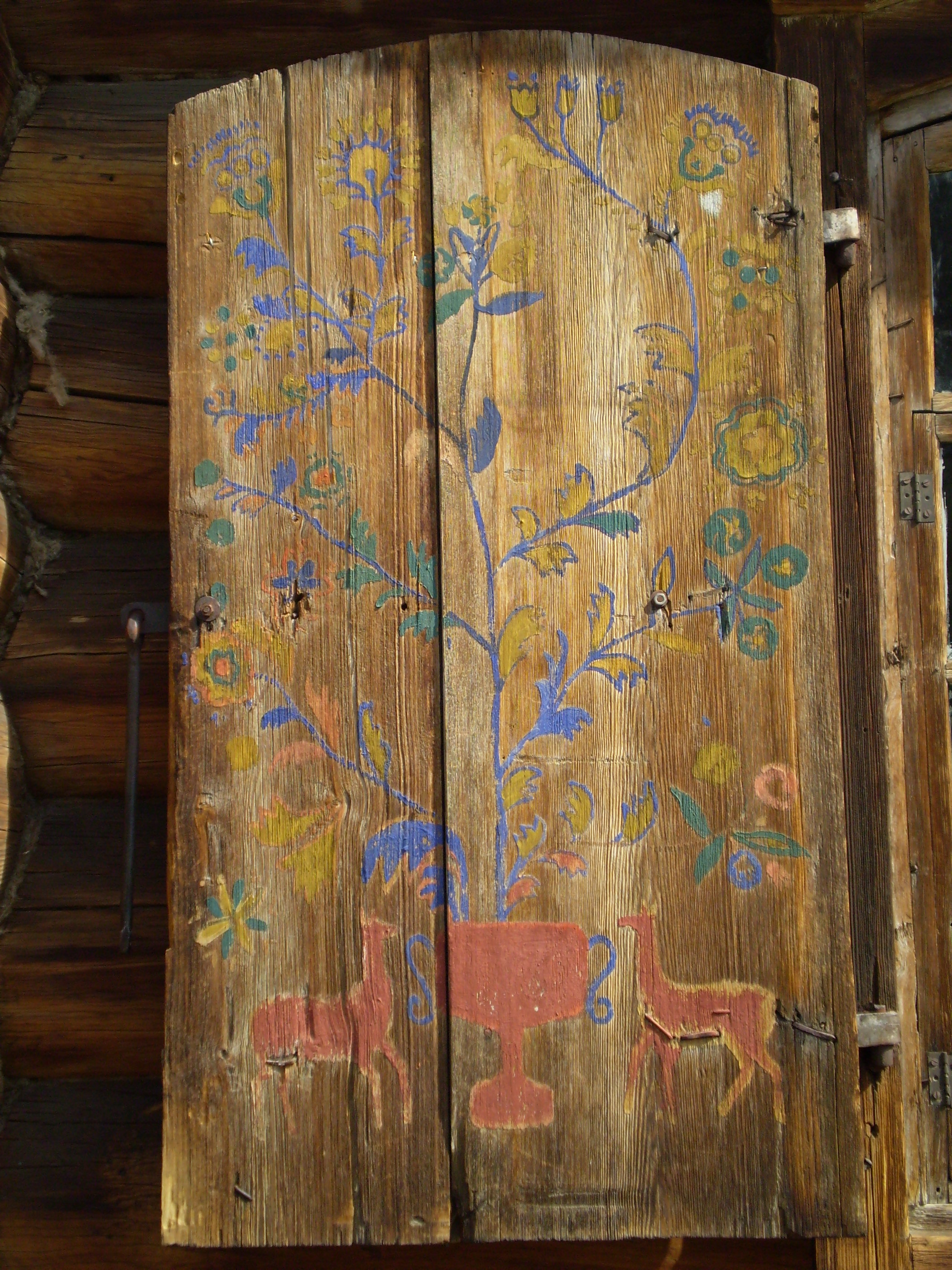
Віконниці будинку.
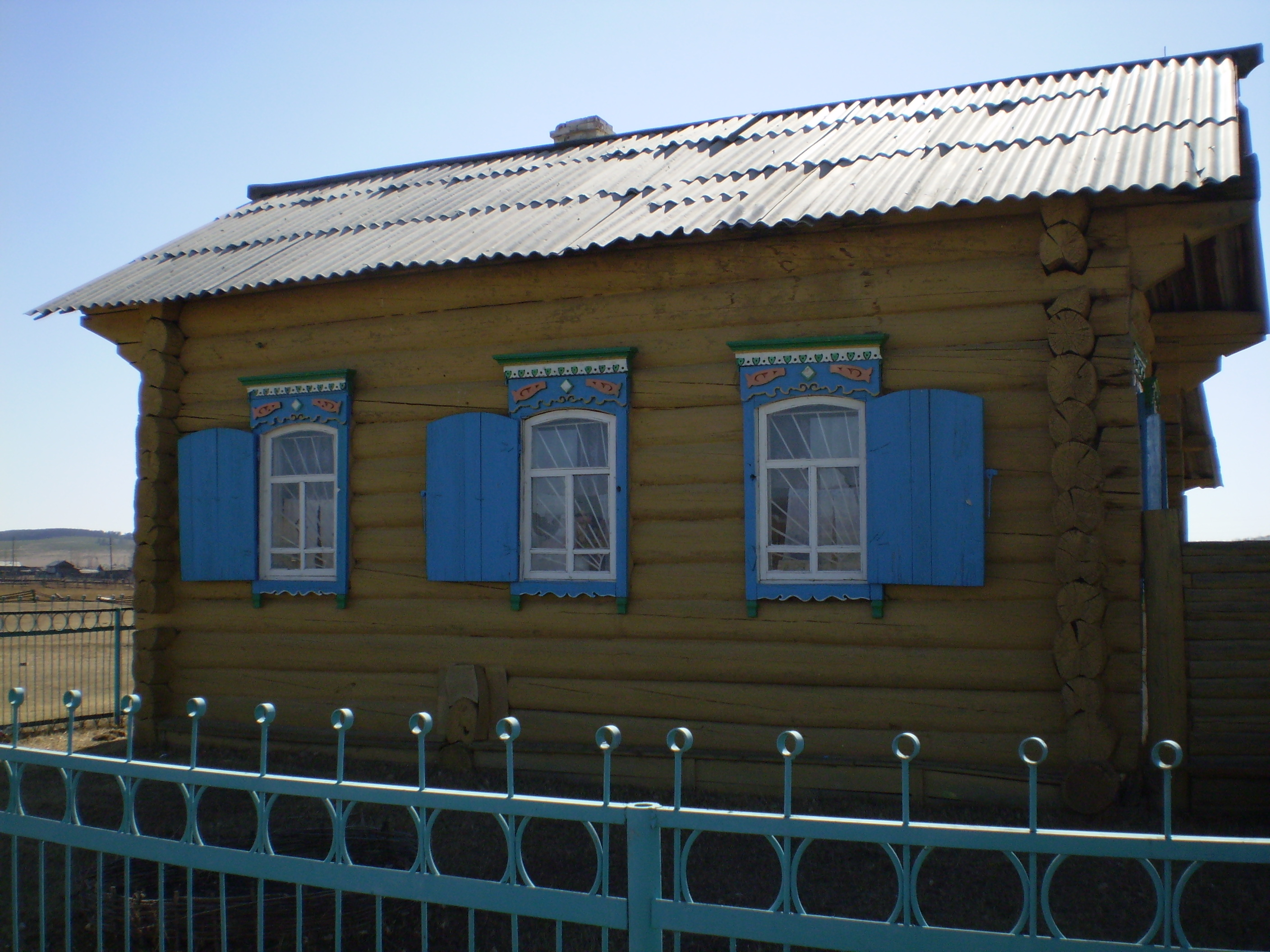
Будинок-музей І. К. Калашникова
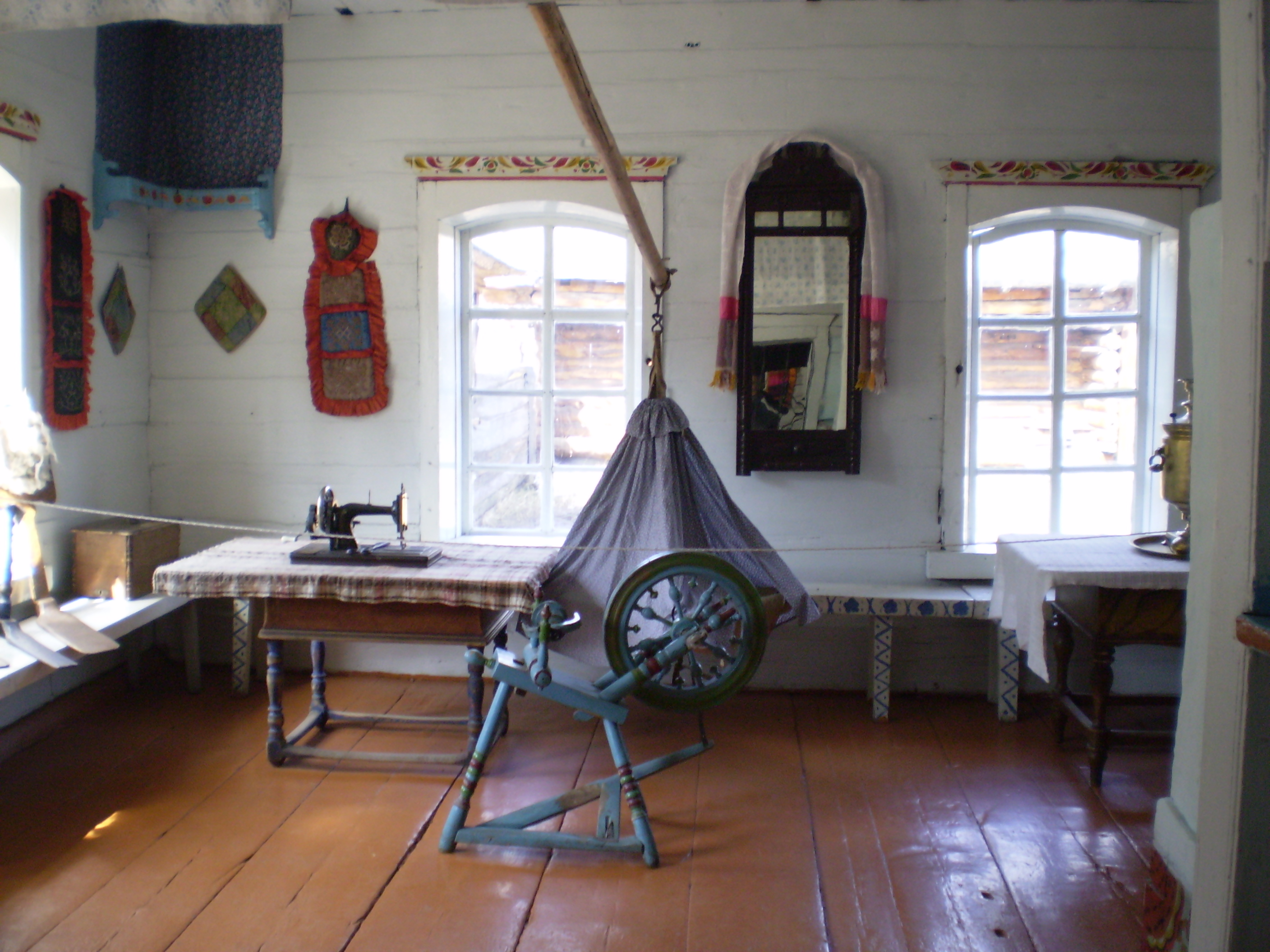
Оздоблення старообрядницького будинку.
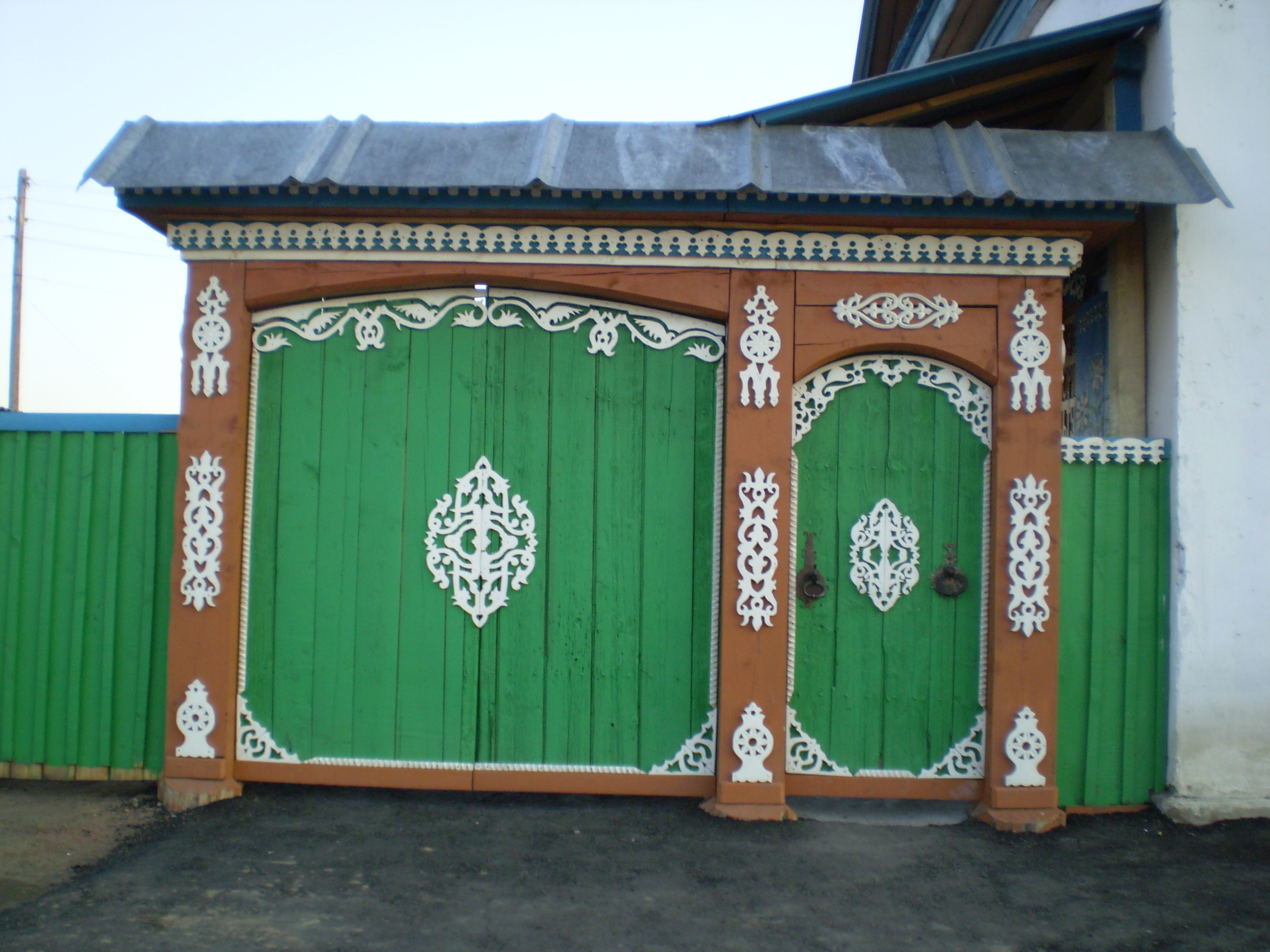
Ворота.